# Lissonota tenebrosa
Lissonota tenebrosa là một loài tò vò trong họ Ichneumonidae.